# أنطونيا الكبرى
أنطونيا الكبرى هي نبيلة رومانية من القرن الأول قبل الميلاد ولدت في حوالي سنة 39 ق م في أثينا، وهي الابنة الكبرى لكل من مارك أنطوني وأوكتيفيا الصغرى وابنة أخت الإمبراطور أغسطس وجدة الإمبراطور نيرون. في سنة 22 ق م تزوجت من لوشيوس دوميتيوس أهينوبربوس وأنجبت منه ثلاثة أبناء وهم دوميتيا ليبيدا الكبرى وغنايوس دوميتيوس أهينوبربوس وألذي تزوج بأغريبينا الصغرى وألذي أصبح والد نيرون، و دوميتيا ليبيدا الصغرى وألتي أصبحت والدة ميسالينا زوجة الإمبراطور كلوديوس.